# Kirchenkreis Paderborn
Der Evangelische Kirchenkreis Paderborn ist einer von 26 Kirchenkreisen innerhalb der Evangelischen Kirche von Westfalen. Amtssitz ist die Stadt Paderborn. Der Kirchenkreis Paderborn umfasst rund 76.500 Gemeindeglieder (Stand 31. Dezember 2021; Ende 1975 waren es 60.024 Gemeindeglieder) und gliedert sich in 14 Gemeinden in den Kreisen Höxter und Paderborn sowie in der Stadt Lügde im Kreis Lippe, deren Kirchengemeinde in der Kernstadt eine Exklave des Kirchenkreises Paderborn wie auch der westfälischen Landeskirche ist.
Mit über 2.474 km² ist der Kirchenkreis flächenmäßig der drittgrößte der Landeskirche.

## Geschichte
Vor der Säkularisation durch den Reichsdeputationshauptschluss 1803 hatte das Gebiet des heutigen Kirchenkreises zum Hochstift Paderborn oder zur Fürstabtei Corvey gehört. Dort war die Gegenreformation besonders stark gewesen, so dass sich von zahlreichen evangelischen Gemeinden in der Reformationszeit nur vier gehalten hatten. In der Stadt Höxter waren die Hauptkirchen schon 1533 evangelisch geworden; die Gemeinde konnte sich trotz Bedrängungen im 17. Jahrhundert halten, ebenso wie in den benachbarten Dörfern Amelunxen und Bruchhausen. Im bis 1597 hessischen Herlinghausen bestand eine reformierte Gemeinde. In Paderborn war erst nach der Inbesitznahme durch Preußen 1815 eine evangelische Gemeinde entstanden; in den nächsten Jahrzehnten kamen die Kreisstädte Büren und Warburg sowie Lichtenau dazu. Das Gebiet gehörte zunächst zum 1818 gegründeten Kirchenkreis Bielefeld. Wegen der großen Entfernung dorthin wurde jedoch 1840 der Kirchenkreis Paderborn (nach damaligem Sprachgebrauch Diözese Paderborn oder Synode Paderborn) gegründet, in dem bald auch weitere Gemeinden entstanden. Besonders nach dem Zweiten Weltkrieg wuchs der evangelische Bevölkerungsanteil stark an.
Zur Angleichung der kirchlichen und kommunalen Grenzen wurde 1965 die Kirchengemeinde Salzkotten aus dem Kirchenkreis Arnsberg an den Kirchenkreis Paderborn abgegeben.

## Kirchen und Gemeinden
| Bild                                | Kirche                              | Ort                       | Gemeinde                         | Bemerkungen     |
| ----------------------------------- | ----------------------------------- | ------------------------- | -------------------------------- | --------------- |
| Martin-Luther-Kirche                | Martin-Luther-Kirche                | Borgentreich              | Altkreis Warburg                 |                 |
| Evangelische Kirche Herlinghausen   | Evangelische Kirche Herlinghausen   | Warburg-Herlinghausen     | Altkreis Warburg                 |                 |
|                                     | Trinitatiskirche                    | Willebadessen-Peckelsheim | Altkreis Warburg                 |                 |
|                                     | Kirchhaus Rimbeck                   | Warburg-Rimbeck           | Altkreis Warburg                 |                 |
| Maria im Weinberg in Warburg        | Maria im Weinberg                   | Warburg                   | Altkreis Warburg                 |                 |
| Evangelische Kirche Altenbeken      | Evangelische Kirche Altenbeken      | Altenbeken                | Bad Driburg                      |                 |
| Evangelische Kirche Bad Driburg     | Evangelische Kirche                 | Bad Driburg               | Bad Driburg                      |                 |
|                                     | Evangelische Kirche Neuenheerse     | Bad Driburg-Neuenheerse   | Bad Driburg                      |                 |
| Evangelische Kirche Bad Lippspringe | Evangelische Kirche Bad Lippspringe | Bad Lippspringe           | Bad Lippspringe                  |                 |
| Stephanus-Kirche                    | Stephanuskirche                     | Borchen                   | Borchen                          |                 |
|                                     | Evangelische Kirche Delbrück        | Delbrück                  | Delbrück                         |                 |
|                                     | Erlöserkirche                       | Paderborn-Elsen           | Elsen                            |                 |
| Auferstehungskirche in Brakel       | Auferstehungskirche                 | Brakel                    | Emmer-Nethe                      |                 |
|                                     | Kapelle Himmighausen                | Nieheim-Himmighausen      | Emmer-Nethe                      |                 |
| St. Johannis in Lügde               | St. Johannis                        | Lügde                     | Emmer-Nethe                      |                 |
|                                     | Kapelle Marienmünster               | Marienmünster             | Emmer-Nethe                      |                 |
| Kreuzkirche in Nieheim              | Kreuzkirche                         | Nieheim                   | Emmer-Nethe                      |                 |
|                                     | Christuskirche                      | Steinheim                 | Emmer-Nethe                      |                 |
|                                     | Johanneskirche                      | Hövelhof                  | Hövelhof                         |                 |
|                                     | Abdinghof-Kirche                    | Paderborn                 | Paderborn (Bezirk Abdinghof)     |                 |
|                                     | Matthäus-Kirche                     | Paderborn                 | Paderborn (Bezirk Matthäus)      |                 |
|                                     | Markus-Zentrum                      | Paderborn                 | Paderborn (Bezirk Markus)        |                 |
|                                     | Johannes-Zentrum                    | Paderborn                 | Paderborn (Bezirk Johannes)      |                 |
|                                     | Martin-Luther-Zentrum               | Paderborn                 | Paderborn (Bezirk Martin Luther) |                 |
|                                     | Lukas-Zentrum                       | Paderborn                 | Paderborn (Bezirk Lukas)         |                 |
|                                     | Evangelische Kirche                 | Salzkotten                | Salzkotten                       |                 |
|                                     | Christuskirche                      | Schloß Neuhaus            | Schloß Neuhaus                   |                 |
|                                     | Paul-Gerhardt-Kirche                | Paderborn-Sennelager      | Schloß Neuhaus                   |                 |
| Immanuel-Kirche (Bad Wünnenberg)    | Immanuel-Kirche                     | Bad Wünnenberg            | Am Sintfeld                      |                 |
|                                     | Erlöserkirche                       | Büren                     | Am Sintfeld                      |                 |
| Evangelische Kirche Lichtenau       | Evangelische Kirche                 | Lichtenau                 | Am Sintfeld                      |                 |
| Georgskirche in Amelunxen           | Georgskirche                        | Beverungen-Amelunxen      | Weser-Nethe Höxter               |                 |
| Evangelische Kirche Beverungen      | Kreuzkirche                         | Beverungen                | Weser-Nethe Höxter               |                 |
|                                     | Laurentiuskirche                    | Höxter-Bruchhausen        | Weser-Nethe Höxter               |                 |
| St. Kiliani in Höxter               | Kilianikirche                       | Höxter                    | Weser-Nethe Höxter               |                 |
| Marienkirche in Höxter              | Marienkirche                        | Höxter                    | Weser-Nethe Höxter               |                 |
|                                     | Petrikirche                         | Höxter                    | Weser-Nethe Höxter               | 2014 profaniert |

## Struktur
Wie in allen westfälischen Kirchenkreisen ist die Kreissynode das oberste beschlussfassende Gremium. Sie wählt den Superintendenten und die weiteren Mitglieder des Kreissynodalvorstandes, der den Kirchenkreis zwischen den Tagungen der Kreissynode leitet. Superintendent ist seit 2016 Volker Neuhoff.

## Superintendenten
| von  | bis  | Name                 |
| ---- | ---- | -------------------- |
| 1841 | 1857 | Friedrich Baumann    |
| 1858 | 1890 | Konrad Beckhaus      |
| 1892 | 1904 | Georg Baersch        |
| 1905 | 1928 | Karl Klingender      |
| 1928 | 1944 | Johannes Nobbe       |
| 1944 | 1956 | Konrad Korte         |
| 1956 | 1961 | Christian Harre      |
| 1961 | 1970 | Friedrich Knoch      |
| 1970 | 1985 | Helmuth Koegel-Dorfs |
| 1986 | 1996 | Hans-Joachim Ziemann |
| 1996 | 2004 | Christoph Berthold   |
| 2004 | 2015 | Anke Schröder        |
| 2016 | …    | Volker Neuhoff       |